# Jeffery Gibson
Jeffery Gibson (15 agosto 1990) è un ostacolista bahamense.

## Palmarès
| Anno | Manifestazione          | Sede           | Evento      | Risultato  | Prestazione | Note                                     |
| ---- | ----------------------- | -------------- | ----------- | ---------- | ----------- | ---------------------------------------- |
| 2007 | Mondiali allievi        | Ostrava        | 400 m piani | Semifinale | 48"86       |                                          |
| 2008 | Mondiali juniores       | Bydgoszcz      | 400 m hs    | Batteria   | 54"37       |                                          |
| 2008 | Mondiali juniores       | Bydgoszcz      | 4x400 m     | 7º         | 3'21"75     |                                          |
| 2011 | Campionati CAC          | Mayagüez       | 400 m hs    | Batteria   | 54"28       |                                          |
| 2013 | Campionati CAC          | Morelia        | 400 m hs    | Argento    | 49"94       |                                          |
| 2013 | Campionati CAC          | Morelia        | 4x400 m     | Argento    | 3'02"66     |                                          |
| 2013 | Mondiali                | Mosca          | 400 m hs    | 6º         | 48"38       |                                          |
| 2014 | Giochi del Commonwealth | Glasgow        | 400 m hs    | Bronzo     | 48"78       | Record nazionale                         |
| 2015 | Giochi panamericani     | Toronto        | 400 m hs    | Oro        | 48"67       | Record nazionale                         |
| 2015 | Giochi panamericani     | Toronto        | 4×400 m     | 4º         | 3'00"34     |                                          |
| 2015 | Mondiali                | Pechino        | 400 m hs    | Bronzo     | 48"17       | Record nazionale                         |
| 2016 | Giochi olimpici         | Rio de Janeiro | 400 m hs    | Batteria   | 52"77       |                                          |
| 2018 | Giochi del Commonwealth | Gold Coast     | 400 m hs    | Argento    | 49"10       | Miglior prestazione personale stagionale |
| 2019 | Giochi panamericani     | Lima           | 400 m hs    | 4º         | 49"53       | Miglior prestazione personale stagionale |
| 2019 | Giochi panamericani     | Lima           | 4×400 m     | 7º         | 3'09"98     |                                          |